# Fort Madison
Fort Madison é uma cidade localizada no estado americano de Iowa, no Condado de Lee.

## Demografia
Segundo o censo americano de 2000, a sua população era de 10.715 habitantes.
Em 2006, foi estimada uma população de 10.916, um aumento de 201 (1.9%).

## Geografia
De acordo com o United States Census Bureau tem uma área de
33,6 km², dos quais 23,9 km² cobertos por terra e 9,7 km² cobertos por água. Fort Madison localiza-se a aproximadamente 161 m acima do nível do mar.

## Localidades na vizinhança
O diagrama seguinte representa as localidades num raio de 16 km ao redor de Fort Madison.